# Dongyangosaurus
Dongyangosaurus é um gênero de dinossauro saurópode saltasaurida do início do Cretáceo Superior. A única espécie é Dongyangosaurus sinensis, do qual apenas um único esqueleto fragmentário é conhecido, vindo da província de Zhejiang, no leste da China. Foi descrito e nomeado por Lü Junchang e colegas. Como outros saurópodes, o dongyangosaurus seria um grande herbívoro quadrúpede.

## Descoberta
O Cretáceo Superior de Zhejiang é conhecido por seus fósseis de ovos de dinossauros. Restos de esqueletos raramente são encontrados; os únicos dinossauros descritos são o saurópode Jiangshanosaurus da Formação Jinhua, o terópode Chilantaisaurus zhejiangensis (agora conhecido por ter sido um terópode terizinossaurídeo indeterminado não relacionado ao Chilantaisaurus) e o nodosauridae Zhejiangosaurus da Formação Chaochuan. Dongyangosaurus vem da Formação Fangyan. A idade desta unidade ainda não está clara; no entanto, é considerado o início do Cretáceo Superior pela maioria dos pesquisadores.
O espécime foi encontrado em 2007 na aldeia de Baidian, na cidade de Dongyang, de onde deriva o nome genérico. O nome específico, sinensis, significa "da China" em grego.

## Descrição
O único esqueleto (holótipo DYM 04888) está armazenado no Museu Dongyang (Dongyang, Zhejiang). Consiste em dez vértebras dorsais, o sacro, duas vértebras caudais e também a pelve completa. O esqueleto foi encontrado articulado.
Dongyangosaurus era um saurópode de médio porte, medindo aproximadamente 15 metros de comprimento e 5 metros de altura. As vértebras dorsais eram caracterizadas por pleurocele em forma de olho e espinhas neurais bifurcadas baixas. O sacro consistia em seis vértebras sacrais fundidas, uma característica exclusiva dos somfospondilanos. As vértebras caudais eram anficólicas (côncavas anterior e posterior). O púbis era mais curto que o ísquio. O forame obturador era estreito e estendido.

## Classificação
Quando este gênero foi descrito pela primeira vez, pensava-se que era um titanosauriforme de localização incerta. Em 2013, no entanto, descobriu-se que era um saltasaurídeo intimamente relacionado ao saurópode mongol Opisthocoelicaudia. Em 2019, isso foi novamente alterado para uma posição fora da Lithostrotia.